# Quadrilobe (revue)
Quadrilobe est une revue historique française consacrée à l'histoire et au patrimoine de la Picardie.

## Description
Publiée par l'Association pour la connaissance, l'étude et la promotion du patrimoine de la région Picardie depuis 2006, la Revue se consacre aux publications des recherches relatives au patrimoine archéologique, architectural et historique des trois départements picards (Aisne, Oise, Somme). 
Elle a été récompensée en 2013 par le prix de la presse décerné par la Société française d'archéologie. Jean-Charles Cappronnier écrit à son sujet dans la revue du Ministère de la Culture et de la Communication, Culture et Recherche :  « La richesse et la diversité des contributions, l'implication d'auteurs multiples dans ce projet éditorial montrent l'utilité de Quadrilobe dans le paysage de la recherche et de l'édition spécialisée à l'échelle d'une région administrative, tandis que le prix de la presse, décerné en 2013 par la Société française d'archéologie, a constitué une reconnaissance nationale ».